# Amamaloya
Amamaloya är en ort i Mexiko.   Den ligger i kommunen Soteapan och delstaten Veracruz, i den sydöstra delen av landet, 500 km öster om huvudstaden Mexico City. Amamaloya ligger 105 meter över havet och antalet invånare är 596.
Terrängen runt Amamaloya är platt åt sydost, men åt nordväst är den kuperad. Runt Amamaloya är det ganska tätbefolkat, med 86 invånare per kvadratkilometer. Närmaste större samhälle är Huazuntlán, 1,8 km nordost om Amamaloya. Omgivningarna runt Amamaloya är en mosaik av jordbruksmark och naturlig växtlighet.